# 地下電台

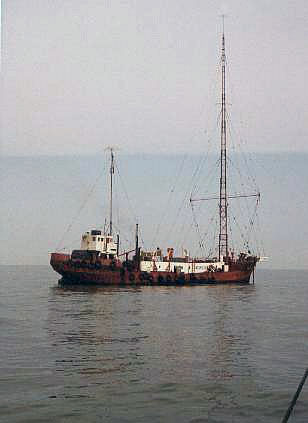
“Mi Amigo”号货船（摄于1974年），上面搭载有中波发射天线，曾作为英国著名地下电台“卡罗琳电台”的基地船。

地下電台，又称海盗电台（英語：Pirate radio）、“黑電台”或“黑广播”，是指未經合法申請，未獲得主管機關許可執照而播音的廣播電台。地下電台對於一般合法電台的影響甚大，一些合法電臺常會因為受到地下電臺的電波干擾而導致收聽者無法正常收聽，不過廣播數位化能免除頻率區段的影響。在大多數國家，地下電台會被主管機關加以取締，开设地下电台的个人甚至有可能面临刑事指控。一些地下电台有机会取得当地官方颁发的相应执照，转为合法电台。
另外，部分针对特定对象广播的“秘密电台”（一般为反政府势力、异见人士及分离主义或统战宣传）也被视为地下电台（如韩国的一些“对北广播”电台）。
2000年代之後，網際網路興起，取得資訊的管道多元化，不再受限於電視與廣播。且網路電台興起，因無需申請廣播執照、興建發射設備，僅需架設伺服器及寬頻網路即可開台播音，因此地下電台聽眾僅剩下不會上網的中高齡族群，故有日漸式微的趨勢。

## 各地地下电台

### 台灣地下電台
在台灣，由於戒嚴時代國民黨政府主要扶植許多黨國色彩的廣播事業（如中國廣播公司、中央廣播電台、警察廣播電台等），而這些國民黨色彩的廣播業者壟斷了台灣當時的主要廣播頻道。後來隨著黨外勢力的發展，許多黨外人士藉由地下電台秘密地批評時政。直到解嚴之後，泛綠政團的影響力逐漸變得與泛藍勢力旗鼓相當，但台灣許多主流電台仍被泛藍勢力所把持；故合法化後的小電台相對以泛綠的政治立場居多，少數政治立場非偏向泛綠（由李承龍創辦、標舉反台獨路線的新思維廣播電台，以及涵蓋台北地區的新黨之音，即是著例）。而這些偏泛綠的電台多集中在台灣中南部，形成泛綠鐵票區，並全時段以台語播出；另外，一些地下電台政論節目主持人也開放電話Call-in即時播送。
廣播電台的主管機關為國家通訊傳播委員會（早年為行政院新聞局）。早年中國國民黨長期執政時代，廣播電台頻道分布不均，為掌控媒體而佔有多數的頻率，扼殺媒體自由，1990年代起因而有地下電台的興起，節目大多以批評時政為主，2000年後，政府開放小功率電台申請設立，部份地下電台因此合法化。為增加營收，除了政論節目外，地下電台的節目大多也進行商品販賣，尤其以藥品為主，但部份藥品未經檢驗，含有各種不明成分對人體有害，造成不少非法藥物氾濫的情況發生。在台灣中南部農村地區，出現不少因服用非法藥品而導致腎臟病變需洗腎的案例。迄今台灣街頭仍有所謂的「電台指定藥局」，而這些藥局的主要宣傳媒介都以地下電台居多，尤其是病入膏肓的老年聽眾很容易受到電台蠱惑與誤導而誤買誤用藥物造成長遠的身心傷害。
2010年2月開始，國家通訊傳播委員會陸續針對全台各地之地下電台進行取締，2010年年中時，南部地區的地下電台數量已剩個位數，台灣的地下電台因通傳會長時間、不定期的取締之下，漸漸式微。有些只有在地下電台主持的主持人，會向合法電台購買時段，但也有許多主持人因此消失廣播圈。
2014年5月，國家通訊傳播委員會釋出34張廣播電台執照給地下電台經營者，對此許多地下電台業者雖表示認同公部門做法，但也擔憂市場競爭。

### 香港地下電台
香港法例規定電台需要獲通訊事務管理局發出廣播牌照方可合法廣播，否則可被控無牌設置電訊設施、無牌維持電訊設施及無牌使用無線電通訊器具之罪名。香港历史上共有两家地下电台，即民间电台和FM101。

#### 香港民間電台
民間電台是由香港泛民主派人士曾健成發起，以非牟利形式運作的電台，於2005年10月3日起試播，電台現時利用頻率FM 102.8於逢星期一至五晚上七點至八點廣播（覆蓋範圍在香港島及九龍大部份地區），並同時透過網路廣播節目。至今仍未獲當局審批牌照，因此屬於地下電台。

#### FM101
FM101电台（简称FM101）是由香港多名社运人士发起，以非牟利形式运作的电台，于2009年10月1日起试播，2009年11月30日正式开始，现已解散。电台利用频率FM 101于逢星期一至五晚上七点至十点（最长至十二点）广播（覆盖范围在九龙东及香港岛北角到铜锣湾东部），并同时透过网络广播节目。该台同样未获发牌照，属于地下电台。

### 中国大陆地下电台
虽然中华人民共和国政府严厉禁止中国大陆个人开办广播电台，但是也并非绝对没有地下电台。中国大陆的地下电台（“黑电台”）的主要播出内容大多为以“医疗节目”为名的虚假广告，甚至是充斥色情内容的春药广告，中间可能会插播网络歌曲、民歌和曲艺等节目；亦有报道称有地下电台不定时播出地下六合彩（在中国大陆属于非法赌博）节目以及转播美国之音等国外华语电台节目。由于违法成本较低，中国大陆的黑电台近年来日益猖獗，近年来中国大陆多地都有地下电台被查处的报道。如2011年西安就曾经查处过一家以播送医疗节目为主的地下电台，而山东烟台更多次有地下电台被查抄。这些地下电台一般为无人值守，每天定时自动播放；甚至有部分地下电台故意干扰当地合法电台频率，或是模仿当地合法电台节目风格，以误导听众。有的地下电台由于设备质量不过关，造成杂散发射，甚至干扰了民航通讯，威胁到飞行安全。

### 日本地下电台
日本在《电波法》中规定：当放送局（电台）的电场强度小于规定的电场强度时，则作为“微弱无线局”，不需要取得执照。但如果电台超过规定的电场强度，将会被视作地下电台处理。但是仍有一些地下电台活跃于日本国内，在1979年2月关闭了八王子市的FM西东京，1985年9月关闭了东京都港区的KYFM，2011年7月关闭了日野市的JOUT-FM百草。

### 英国地下电台
英国地下电台产生于20世纪60年代，起初它们的工作是在公海上进行的，主要是将渔船加以改装，然后利用中波来进行广播，因此覆盖面积很广，其中最为知名的是1964年诞生的“卡罗琳电台”。这些电台播出了大量较为前卫的摇滚音乐，并且广受欢迎。1967年，英国通过法案，禁止非法海上广播，加之当年BBC广播一台开播，英国的地下电台一度受到冲击。
20世纪80年代，地下电台在英国再度兴起。现时英国的地下电台一般都是以调频方式进行广播，工作地点也从海上转移到了陆地。据统计，截至2004年，英国共有209家非法的地下电台，其中有181家在伦敦。英国的地下电台以流行音乐为主，深受青少年欢迎。一些大型唱片公司及广告商也会关注英国地下电台，从中发掘新人或者寻找商机。由于违法成本低（即使被起诉，一般也只会被罚款），故地下电台在英国屡禁不绝。

## 秘密电台
这类电台被称为“秘密电台”（英語：Clandestine Radio）具体可分为以下几类：
1.因该国严重压制言论自由，无法在在国内正常发声的异见人士创办。
2.该国的敌对国或敌对方创办，进行政治宣传。

### 部分“秘密电台”

#### 对中国广播
现有：
- 西藏之声（西藏流亡政府人士创办，总部在印度达兰萨拉）
- 希望之声国际广播电台、明慧广播电台（法轮功人士创办）
- 中国之音（海外民运人士创办，总部在美国）
- 星星广播电台（数字电台，据信为中华民国国防部军事情报局专属电台）

以往：
- 20世纪六十年代到八十年代的一些秘密电台，如“解放军之声”、“中国共产党广播电台”、“八一电台”、“红旗广播电台”及伪“中央人民广播电台”等。这些电台大多宣扬“打倒毛林/毛周反革命集团”（八十年代时攻击对象则变为邓小平），且以“革命者”及“真正的共产党”的面目示人。据称部分电台来自苏联及台湾，有些电台至今无法判断来源。[14][15][來源可靠？][16][來源可靠？][17][來源可靠？]
- 20世纪八十年代末至九十年代初的一些秘密电台，如“改革广播电台”、“民主广播电台”、“六四之声广播电台”等。这些电台有一部分言必称“同志们”，以“中共改革派”的面目示人；有些直接进行反共宣传。上述六十年代至九十年代初的秘密电台经常会以《义勇军进行曲》或《国际歌》等革命歌曲为开始曲或结束曲，以冒充中国国内电台。
- 世界法轮大法电台、放光明电台（法轮功人士创办）
- 一贯道电台（仅播音一年，使用台湾中央广播电台的1098kHz进行播出）

#### 朝鲜半岛
- 人民之声电台、希望回声电台（韩国对北广播）
- 救国之声广播电台（已停播）、统一回声广播电台（均为朝鲜对南广播）

#### 其它
现有：
- 自由越南电台（总部在美国路易斯安娜州新奥尔良）
- 越南民主广播电台（Radio DLSN，总部在美国加利福尼亚州圣何塞）
- 缅甸民主之声（总部在挪威奥斯陆）
- 祖国之声（Radyo Denge Walet，对土耳其库尔德人广播，总部在瑞典）
- 达尔富尔广播电台（Radio Dabanga ，对苏丹达尔富尔人广播，总部在荷兰阿姆斯特丹）

以往：
- 自由迪克西电台（总部在古巴哈瓦那，已停播）
- 自由日本放送 （总部在中国北京，已停播）
- 民主柬埔寨之声（总部在中国北京，已停播）
- 泰国人民之声（泰国共产党官方电台，总部在中国云南磨憨，已停播）
- 马来亚革命之声广播电台（马来亚共产党官方电台，总部在中国湖南益阳，已停播）
- 馬來亞民主之聲廣播電台（马来亚共产党官方电台，总部位於馬泰邊境，現已停播）